# Casa de Lusignan

reis de Xipre

senyors d'Issoudun

Mapa dels estats croats l'any 1165. En el punt àlgid del seu poder, els lusignans van governar el Regne de Jerusalem, el Principat d'Antioquia i el Comtat de Trípoli.

La Casa de Lusignan fou una família senyorial originada a la senyoria homònima del Regne de França, localitzada al Poitou, que també governaren als comtats de la Marca i Angulema, i foren reis de Jerusalem, Xipre i el Regne Armeni de Cilícia. Els senyors de Lusignan tenien origen al Llemosí; són documentats al segle x. A l'auge de llur poder, els Lusignan tenien uns seixanta feus entre Poitiers, Sant Maixant, Melle i la Marca llemosina.
La llegenda els fa descendir de la fada Melusina i el seu marit Ramonet. A part de la branca de Xipre, l'acció del comte Alfons de Poitiers va provocar al segle xiii l'esclat dels dominis de Lusignan en cinc branques:
- Lusignan-Lezay
- Lusignan-Vouvant
- Lusignan-Cognac
- Lusignan-Jarnac (comtes d'Eu)
- La branca principal que va conservar Lusignan i el comtat de la Marca.

## Llista dels senyors de Lusignan
- Primera meitat del segle X : Hug I Venator (‘el caçador’), encara no és mencionat amb el títol de senyor de Lusignan.[6]
- ? -967: Hug II carus (‘el car’, mort el 967), senyor de Lusignan, fill. Va construir el castell de Lusignan.[7]
- 967- ? : Hug III, senyor de Lusignan, fill, casat vers 967 amb Arsenda
- ?-? : Hug IV, senyor de Lusignan, fill, casat amb Aldiarda de Thouars
- ?-1060: Hug V el Devot (mort el 1060), senyor de Lusignan, fill, casat amb Almodis de la Marca
- 1060 - 1102: Hug VI el Diable, senyor de Lusignan, comte de la Marca, fill, casat vers 1065 amb Ildegarda de Thouars
- 1102 -1151: Hug VII l'Ós, senyor de Lusignan, comte de la Marca, fill casat amb Sarrasina de Lezay
- 1151- 1172: Hug VIII el Vell, senyor de Lusignan, comte de la Marca, fill, casat amb Borgonya de Rançon
- 1172- 1219: Hug IX l'Ós (mort el 1219 a Damiata), senyor de Lusignan, comte de la Marca i d'Angulema, net, casat en primeres noces amb Àgata de Preuilly (anul·lació el 1189), casat en segones noces el 1189 amb Matilde d'Angulema
- 1219- 1249: Hug X (mort el 1249), senyor de Lusignan, comte de la Marca i d'Angulema, fill casat en 1220 amb Isabel d'Angulema, vídua de Joan sense Terra
- 1249- 1250: Hug XI (mort el 1250), senyor de Lusignan, comte de la Marca i d'Angulema, fill casat amb Iolanda de Bretanya
- 1250- 1282: Hug XII (mort el 1282), senyor de Lusignan, comte de la Marca i d'Angulema, fill casat amb Joana, hereva de Fougères
- 1282- 1303: Hug XIII (mort el 1303), senyor de Lusignan, comte de la Marca i d'Angulema, fill, casat amb Beatriu de Borgonya (1260-1328)
- 1303- 1307: Guiu (mort el 1307), senyor de Lusignan, comte de la Marca i d'Angulema, germà
- 1307- 1309: Iolanda de Lusignan (mort el 1314), germana i hereva, va vendre Lusignan, la Marca, Porhoët i Fougères al rei Felip el Bell el 1309.[8]

## Genealogia

### Primera casa de Lusignan
```
Hug I
 
el caçador

│
└──> 
Hug II
 (mort el 
967
), senyor de Lusignan
│
└──> 
Hug III
, senyor de Lusignan
│
└──> 
Hug IV
, senyor de Lusignan
│
└──> 
Hug V
 (mort el 
1060
), senyor de Lusignan
X 
Almodis de la Marca

│
├──> 
Hug VI
 (mort el 
1102
), senyor de Lusignan
│ X 
Hildegarda de Thouars

│ │
│ └──> 
Hug VII
 
l'Ós
 (mort el 
1151
), senyor de Lusignan, comte de la Marca
│ X 
Sarrasina de Lezay

│ │
│ ├──> 
Hug VIII
 
el Vell
 (mort el 
1172
), senyor de Lusignan, comte de la Marca
│ │ X 
Borgonya de Rançon

│ │ │
│ │ ├──> Hug (mort el 
1196
)
│ │ │ X Orengarda
│ │ │ │
│ │ │ ├──> 
Hug IX
 l'Ós
 (mort el 
1219
), senyor de Lusignan, comte de
│ │ │ │ la Marca i d'Angulema
│ │ │ │ X 1) 
Agata de Preuilly

│ │ │ │ X 2) 
Matilde d'Angulema

│ │ │ │ │
│ │ │ │ └─2> 
Hug X
 (mort el 1249), senyor de Lusignan, comte de
│ │ │ │ la Marca i d'Angulema
│ │ │ │ X 
Isabel d'Angulema

│ │ │ │ │
│ │ │ │ ├──> 
Hug XI
 (mort el 1250), senyor de Lusignan, comte
│ │ │ │ │ de la Marca i d'Angulema
│ │ │ │ │ X 
Iolanda de Bretanya

│ │ │ │ │ │
│ │ │ │ │ └──> 
Hug XII
 (mort el 1282), senyor de Lusignan,
│ │ │ │ │ comte de la Marca i d'Angulema
│ │ │ │ │ X 
Joana de Fougères

│ │ │ │ │ │
│ │ │ │ │ ├──> 
Hug XIII
 (mort el 1303), senyor
│ │ │ │ │ │ de Lusignan, comte de la Marca i d'Angulema
│ │ │ │ │ │ X 
Beatriu de Borgonya
 (1260-1328)
│ │ │ │ │ │
│ │ │ │ │ ├──> Guiu (mort el 1307), senyor de Lusignan,
│ │ │ │ │ │ comte de la Marca i d'Angulema
│ │ │ │ │ │
│ │ │ │ │ └──> 
Violant de Lusignan
 (mort el 1314)
│ │ │ │ │
│ │ │ │ ├──> Jofré (mort el 1274) senyor de Jarnac
│ │ │ │ │ X Joana, vescomtessa de Châtellerault
│ │ │ │ │ │
│ │ │ │ │ └──> Eustaqui (mort el 1270)
│ │ │ │ │ X Dreux III de Mello
│ │ │ │ │
│ │ │ │ ├──> 
Guillem de Valença
 (mort el 1296) 
comte de Pembroke
 i
│ │ │ │ │ de 
Wexford

│ │ │ │ │ X Joana, comtessa de Pembroke
│ │ │ │ │ │
│ │ │ │ │ └──> 
Aimar I de Valença
 (mort el 1324), 
comte de Pembroke

│ │ │ │ │ X 1)Beatriu, anomenada Joana de Clermont (morta el 1320)
│ │ │ │ │ X Maria de Saint-Pol
│ │ │ │ │
│ │ │ │ └──> Margarita (morta el 1288)
│ │ │ │ X 1) 
Ramon VII de Tolosa

│ │ │ │ X 2) 
Aimeri IX de Thouars

│ │ │ │ X 3) Jofré V de Chateaubriant
│ │ │ │
│ │ │ └──> 
Raül I
 (mort el 1219), senyor d'Issoudun i comte d'Eu
│ │ │ X 1) Margarita de Courtenay
│ │ │ X 2) Alix d'Eu
│ │ │ │
│ │ │ └─2> 
Raül II
 (mort el 1250) senyor d'Issoudun i comte d'Eu
│ │ │ X 1) Joana de Borgonya
│ │ │ X 2) Iolanda de Dreux
│ │ │ X 3) Felip de Dammartin
│ │ │ │
│ │ │ └─1> 
Maria
 (morta el 1260) senyora d'Issoudun i comtessa d'Eu
│ │ │ X Alfons de Brienne
│ │ │
│ │ ├──> 
Jofré I
 (mort el 
1224
), comte de Jaffa i d'Ascaló,
│ │ │ després senyor de Mervent i de Vouvent
│ │ │ X1) Eustaqui de Chabot, senyora de Mervent i de Vouvent
│ │ │ X2) Humberga de Llemotges
│ │ │ │
│ │ │ ├1:> Jofré II, senyor de Mervent i de Vouvent
│ │ │ │ X 1223 Clemència de Chatellerault
│ │ │ │
│ │ │ └2:> Guillem
│ │ │ X 1226 Margarita de Mauléon
│ │ │ │
│ │ │ └──> Valença de Lusignan
│ │ │ X Hug III de Parthenay (mort el 1271)
│ │ │
│ │ ├──> 
Amalric II de Lusignan
 (mort el 1205) rei de Xipre i de Jerusalem
│ │ │ X 1) 
Esquiva d'Ibelin
 (morta el 1196)
│ │ │ X 2) 
Isabel I de Jerusalem

│ │ │ │
│ │ │ ├─1> Borgonya (mort el 1210)
│ │ │ │ X 
Ramon VI de Tolosa

│ │ │ │
│ │ │ ├─1> 
Hug I
 (mort el 1218), rei de Xipre
│ │ │ │ X 
Alix de Xampanya

│ │ │ │ │
│ │ │ │ ├──> Maria (morta el 1252)
│ │ │ │ │ X Gautier de Brienne
│ │ │ │ │
│ │ │ │ ├──> 
Isabel de Lusignan
 (mort el 1264)
│ │ │ │ │ X 
Enric de Poitiers-Antioquia

│ │ │ │ │ │
│ │ │ │ │ └──> Casa de Poitiers Lusignan (vegeu més avall)
│ │ │ │ │
│ │ │ │ └──> 
Enric I
 (mort el 1253)
│ │ │ │ X 1) 
Alix de Montferrat

│ │ │ │ X 2) 
Estefania de Barbaron

│ │ │ │ X 3) 
Plasència d'Antioquia

│ │ │ │ │
│ │ │ │ └─3> 
Hug II
, rei de Xipre
│ │ │ │ X 
Isabel d'Ibelin
 (1252-1282)
│ │ │ │
│ │ │ ├─1> Eloisa (mort el 1218)
│ │ │ │ X 
Ramon Rupen d'Antioquia

│ │ │ │
│ │ │ ├─2> Sibil·la (mort el 1252)
│ │ │ │ X 
Lleó II
, 
 rei d'Armènia

│ │ │ │
│ │ │ └─2> Melisenda
│ │ │ X 
Bohemon IV d'Antioquia

│ │ │
│ │ └──> 
Guiu de Lusignan
 (mort el 
1192
) rei de Jerusalem, després rei de Xipre
│ │ X 
Sibil·la de Jerusalem

│ │
│ ├──> Simó I, senyor de Lezay
│ │ │
│ │ ├──> Guillem, senyor de Lezay
│ │ │
│ │ └──> Simó II (mort el 
1200
), senyor de Lezay
│ │ │
│ │ └──> Hug, senyors de Lezay
│ │ │
│ │ └──> Joan I, senyor de Lezay
│ │ │
│ │ └──> Clara
│ │ X Ponç II, vescomte d'Aunay
│ │
│ └──> Aenor
│ X Jofré V, vescomte de Thouars
│
└──> Melisenda
X Simó I l'Arquebisbe, senyor de Parthenay
```

### Segona casa de Lusignan
Aquesta nissaga que va donar reis a Xipre i a la Petita Armènia va sorgir dels prínceps de Poitiers-Antioquia, i en línia femenina dels Lusignan. El fundador fou Enric de Poitiers-Antioquia, que va agafar el nom de Lusignan.
```
Bohemon IV de Poitiers
 (mort el 1233) 
príncep d'Antioquia
 i 
comte de Trípoli

┌──< X
│ 
Plasència de Gibelet
 (morta el 1217)
│

Enric de Poitiers-Antioquia
 (mort el 1276)
┌< X
│ 
Isabel de Lusignan
 (morta el 1264)
│ │
│ │ 
Hug I de Lusignan
 (mort el 1218) rei de Xipre ]
│ └──< X
│ 
Alix de Xampanya
 (morta el 1247)
│
├──> 
Hug III de Xipre
 (mort el 1284) rei de Xipre i de Jerusalem
│ X 
Isabel d'Ibelin
 (1241-1324)
│ │
│ ├──> 
Joan I
 (mort el 1285) rei de Xipre
│ │
│ ├──> 
Enric II
 (mort el 1324) rei de Xipre i de Jerusalem
│ │ X 
Constança de Sicília
 (1303 -1344)
│ │
│ ├──> 
Amauri
 (mort el 1310) conestable de Jerusalem, senyor de Tir, rwgent de Xipre
│ │ X 
Isabel d'Armènia
 (1275 -1323)
│ │ │
│ │ ├──> 
Guiu de Lusignan
 (mort el 1344), rei de la Petita Armènia
│ │ │
│ │ └──> 
Joan de Lusignan
 (mort el 1343), regent de la Petita Armènia
│ │ │
│ │ └──> 
Lleó VI
 (mort el 1393) rei d'Armènia
│ │
│ ├──> Maria (mort el 1322)
│ │ X 
Jaume II d'Aragó

│ │
│ ├──> 
Guiu
 (mort el 1303), conestable
│ │ X 
Esquiva d'Ibelin
 (1253-1312)
│ │ │
│ │ └──> 
Hug IV
 (mort el 1359) rei de Xipre
│ │ X 1) 
Maria d'Ibelin
 (1294-1318)
│ │ X 2) 
Alícia d'Ibelin

│ │ │
│ │ ├─2> 
Pere I
 (mort el 1369) rei de Xipre
│ │ │ X 1) 
Esquiva de Montfort

│ │ │ X 2) 
Eleonor d'Aragó

│ │ │ │
│ │ │ └─2> 
Pere II
 (mort el 1382) rei de Xipre
│ │ │
│ │ ├─2> Joan de Lusignan (mort el 1375)
│ │ │
│ │ └─2> 
Jaume I
 (mort el 1398) rei de Xipre
│ │ X 
Helvis de Brunswick-Grubenhagen

│ │ │
│ │ ├──> 
Janus
 (mort el 1439) rei de Xipre
│ │ │ X 1) 
Anglèsia Visconti

│ │ │ X 2) 
Carlota de Borbó

│ │ │ │
│ │ │ ├─2> 
Joan II
 (mort el 1458) rei de Xipre
│ │ │ │ X 1) 
Amadea de Montferrat

│ │ │ │ X 2) 
Elena Paleòleg

│ │ │ │ │
│ │ │ │ ├─2> 
Carlota
 (morta el 1487) reina de Xipre
│ │ │ │ │ X1) 
Joan de Portugal
, 
duc de Coimbra

│ │ │ │ │ X2) 
Louis de Savoie
, comte de Genève
│ │ │ │ │
│ │ │ │ └─i> 
Jaume II el Bastard
 (mort el 1473) rei de Xipre
│ │ │ │ X 
Caterina Cornaro
 (morta el 1510) reina de Xipre
│ │ │ │ │
│ │ │ │ └──> 
Jaume III
 (mort el 1474) rei de Xipre
│ │ │ │
│ │ │ └─2> 
Anna de Lusignan
 (mort el 1462)
│ │ │ X 
Lluís I de Savoia

│ │ │
│ │ └──> Enric de Lusignan (mort el 1427)
│ │ │
│ │ └─i> Felip de Lusignan (mort el 1466)
│ │ │
│ │ └──> Enric de Lusignan
│ │ │
│ │ └──> Felip de Lusignan (mort el 1546)
│ │ │
│ │ ├──> Febús de Lusignan
│ │ │
│ │ ├──> Jason de Lusignan (mort el 1570)
│ │ │ │
│ │ │ ├──> Pere Antoni de Lusignan
│ │ │ │
│ │ │ ├──> Joan de Lusignan
│ │ │ │
│ │ │ ├──> Jaume de Lusignan (mort el 1590) bisbe de 
Limasol

│ │ │ │
│ │ │ ├──> Joan Felip de Lusignan (mort el 1571)
│ │ │ │
│ │ │ └──> Hèrcules de Lusignan
│ │ │
│ │ ├──> Hèctor de Lusignan
│ │ │ │
│ │ │ ├──> Gaspar de Lusignan (mort el 1571)
│ │ │ │ │
│ │ │ │ └──> Pere de Lusignan (mort el 1611)
│ │ │ │ │
│ │ │ │ └──> Gaspar de Lusignan (mort el 1660)
│ │ │ │
│ │ │ ├──> Joan Pere de Lusignan (mort el 1570)
│ │ │ │
│ │ │ └──> Pere de Lusignan
│ │ │
│ │ ├──> Pere de Lusignan
│ │ │
[
9
]

│ │ ├──> Joan de Lusignan
│ │ │
│ │ └──> Ponç de Lusignan
│ │
│ ├──> Margarita (morta el 1296)
│ │ X 
Thoros III
 rei de la Petita Armènia
│ │
│ └──> Isabel (morta el 1319)
│ X 
Oshin I
, rei de la Petita Armènia
│
└──> Margarita de Lusignan (mort el 1308)
X 
Joan de Montfort
, senyor de Toron i de Tir
```